# Brinellskolan

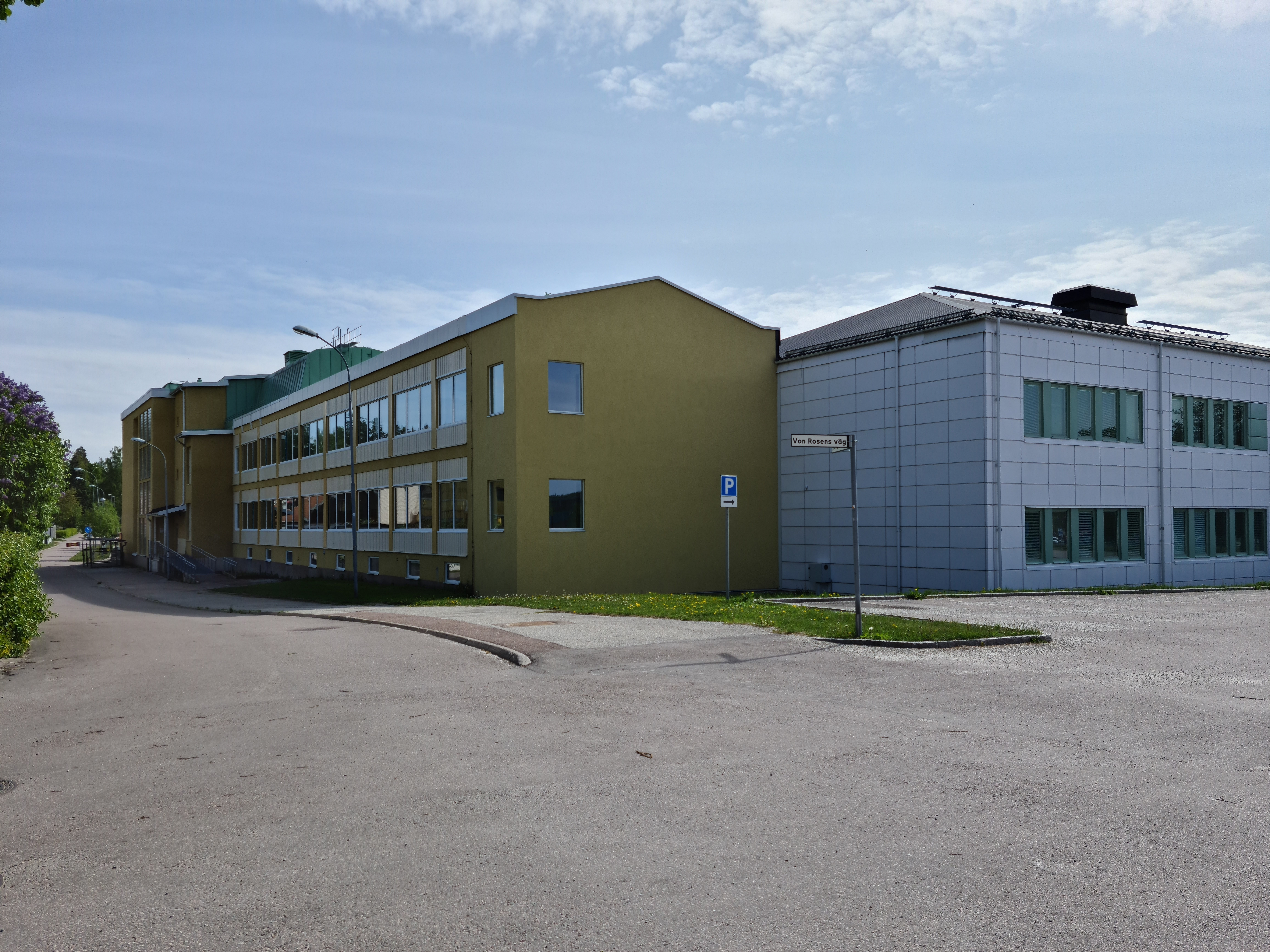
Brinellskolan i Fagersta.

Brinellskolan är en kommunal gymnasieskola i Fagersta. Skolan har funnits sedan 1940 och ingick fram till juli 2021 i NVU då den övergick därefter i Fagersta kommuns regi. Skolan har fått sitt namn efter Johan August Brinell, svensk metallurg.

## Program
Brinellskolans Industritekniska program, Teknikprogram och Naturvetenskapsprogram ingår i Teknikcollege Bergslagen. Skolan har totalt tio nationella program:
- Barn- och fritidsprogrammet
- Bygg- och anläggningsprogrammet
- Ekonomiprogrammet
- El- och energiprogrammet
- Fordons- och transportprogrammet
- Industritekniska programmet
- Naturvetenskapsprogrammet
- Samhällsvetenskapsprogrammet
- Teknikprogrammet
- Vård- och omsorgsprogrammet

Det finns även ett introduktionsprogram och anpassad gymnasieskola.